# Jenynsia onca
Jenynsia onca is een straalvinnige vissensoort uit de familie van de vierogen (Anablepidae). De wetenschappelijke naam van de soort is voor het eerst geldig gepubliceerd in 2002 door Lucinda, Reis & Quevedo.